# Little Big Town (album)
Little Big Town è il primo ed eponimo album in studio del gruppo country pop statunitense Little Big Town, pubblicato nel 2002.

## Tracce
1. Pontiac – 3:43 (Karen Fairchild, Kimberly Roads, Phillip Sweet, Jimi Westbrook, Wayne Kirkpatrick)
2. Everything Changes – 3:44 (Fairchild, Roads, Sweet, Westbrook, Tommy Lee James, Jennifer Kimball)
3. Don't Waste My Time – 2:50 (Fairchild, Roads, Sweet, Westbrook, Irene Kelley, Clay Mills)
4. Still – 3:27 (Fairchild, Roads, Sweet, Westbrook, T. L. James)
5. Never Felt Love – 3:46 (Fairchild, Roads, Sweet, Westbrook, D. Vincent Williams)
6. Tryin' – 4:03 (Brett James, Troy Verges)
7. Stay – 3:27 (Fairchild, Roads, Sweet, Westbrook, Jason Deere)
8. Somewhere Far Away – 4:03 (Helen Darling, Mark Selby)
9. A Thousand Years – 3:52 (Brad Crisler, B. James)
10. From This Dream – 4:28 (Kevin Fisher, B. James)

## Formazione
- Karen Fairchild
- Kimberly Schlapman
- Phillip Sweet
- Jimi Westbrook